# Wallander – Prästen
Wallander – Prästen är en svensk thriller från 2009. Det är den sjätte filmen i den andra omgången med Krister Henriksson som Kurt Wallander. Filmen släpptes på DVD den 21 oktober 2009.

## Handling
En församlingspräst påträffas skjuten utanför ett vandrarhem i Ystad, efter vad som ser ut som ett försök till kallblodig avrättning. Medan prästen, som tros kunna identifiera den skyldige, kämpar för sitt liv på lasarettet, söker Kurt Wallander och hans kollegor efter ledtrådar. Först när det går upp för polisen att prästen haft en utomäktenskaplig kärleksaffär, står det klart att det handlar om ett svartsjukebrott. Men var finns mordvapnet – och vem av de bedragna parterna har haft det starkaste motivet?

## I rollerna
Återkommande
- Krister Henriksson – Kurt Wallander
- Lena Endre – Katarina Ahlsell, åklagare
- Mats Bergman – Nyberg, kriminaltekniker
- Douglas Johansson – Martinsson, kriminalinspektör
- Fredrik Gunnarsson – Svartman, polisman
- Marianne Mörck – Ebba, receptionist
- Stina Ekblad – Karin Linder, obducent
- Nina Zanjani – Isabelle, polisaspirant
- Sverrir Gudnason – Pontus, polisaspirant

I detta avsnitt
- Lena Carlsson – Lotta Unell
- Figge Norling – Henrik Nordström
- Tobias Aspelin – Peter Unell
- Livia Millhagen – Åsa Nordström
- Mariah Kanninen – Anna Roos
- Robert Jelinek – Dag Nettelman
- Marcus Nilsson Björk – Joel Karlsson
- Helena Kallenbäck – tingsrättens ordförande
- Cecilia Hjalmarsson – Maggan Åkerman
- Bengt C.W. Carlsson – Rune Åkerman
- Anette Bjärlestam – Anita Gripe